# Catathyridium garmani
Catathyridium garmani är en fiskart som först beskrevs av Jordan, 1889.  Catathyridium garmani ingår i släktet Catathyridium och familjen Achiridae. Inga underarter finns listade i Catalogue of Life.